# HC ISMM Kopřivnice
HC ISMM Kopřivnice (celým názvem: Hockey Club ISMM Kopřivnice) je český klub ledního hokeje, který sídlí ve městě Kopřivnice v Moravskoslezském kraji. Založen byl v roce 1932 pod názvem SK Kopřivnice, začínal v soutěži II. třídy Slezské župy hokejové. V roce 1936 založil dělnický klub hokejový oddíl DSK Unie Kopřivnice, v poválečných letech 1945 - 47 se oba kluby slučují pod názvem SK TATRA Kopřivnice. Svůj současný název nese od roku 2019, kdy podepsala smlouvu s firmou ISMM Production & Business Cooperation s.r.o. Od sezóny 2015/16 působí ve 2. lize, třetí české nejvyšší soutěži ledního hokeje. Klubové barvy jsou žlutá a modrá.
Své domácí zápasy odehrává na zimním stadionu Kopřivnice s kapacitou 3 034 diváků.

## Historické názvy
Zdroj:
- 1932 – SK Kopřivnice (Sportovní klub Kopřivnice)
- 1935 – SK Tatra Kopřivnice (Sportovní klub Tatra Kopřivnice)
- 1949 – TJ Tatra Kopřivnice (Tělovýchovná jednota Tatra Kopřivnice)
- 1991 – HC Kopřivnice (Hockey Club Kopřivnice)
- 1995 – HC Adelard Kopřivnice (Hockey Club Adelard Kopřivnice)
- 1999 – HC Kopřivnice (Hockey Club Kopřivnice)
- 2014 – HC Sky Power Kopřivnice (Hockey Club Sky Power Kopřivnice)
- 2016 – HC Kopřivnice (Hockey Club Kopřivnice)
- 2017 – HC Tatra Kopřivnice (Hockey Club Tatra Kopřivnice)
- 2019 – HC ISMM Kopřivnice (Hockey Club ISMM Production & Business Cooperation s.r.o, Kopřivnice)

## Přehled ligové účasti
Stručný přehled
Zdroj:
- 1969–1973: 1. ČNHL – sk. B (2. ligová úroveň v Československu)
- 1973–1974: 2. ČNHL – sk. C (3. ligová úroveň v Československu)
- 1974–1975: 1. ČNHL (2. ligová úroveň v Československu)
- 1975–1977: 2. ČNHL – sk. C (3. ligová úroveň v Československu)
- 1977–1979: 2. ČNHL – sk. D (3. ligová úroveň v Československu)
- 1979–1981: 1. ČNHL – sk. B (2. ligová úroveň v Československu)
- 1981–1983: Severomoravský krajský přebor (3. ligová úroveň v Československu)
- 1983–1984: Severomoravský krajský přebor (4. ligová úroveň v Československu)
- 1984–1991: 2. ČNHL – sk. C (3. ligová úroveň v Československu)
- 1991–1992: 2. ČNHL – sk. D (3. ligová úroveň v Československu)
- 1992–1997: Severomoravský krajský přebor (4. ligová úroveň v České republice)
- 1997–2002: 2. liga – sk. Východ (3. ligová úroveň v České republice)
- 2002–2009: Moravskoslezský krajský přebor (4. ligová úroveň v České republice)
- 2009–2015: Moravskoslezská krajská liga (4. ligová úroveň v České republice)
- 2015– : 2. liga – sk. Východ (3. ligová úroveň v České republice)

Jednotlivé ročníky
Zdroj:
Legenda: ZČ - základní část, červené podbarvení - sestup, zelené podbarvení - postup, fialové podbarvení - reorganizace, změna skupiny či soutěže
| Československo (1969 – 1993) |                                |           |           |                                                                |                            |
| Sezóny                       | Soutěž                         | Úroveň    | ZČ        | Play-off, nadstavba, sk. o udržení...                          | Poznámky                   |
| 1969/70                      | 1. ČNHL – sk. B                | 2. úroveň | 7. místo  |                                                                |                            |
| 1970/71                      | 1. ČNHL – sk. B                | 2. úroveň | 11. místo |                                                                |                            |
| 1971/72                      | 1. ČNHL – sk. B                | 2. úroveň | 9. místo  |                                                                |                            |
| 1972/73                      | 1. ČNHL – sk. B                | 2. úroveň | 11. místo |                                                                | Reorganizace               |
| 1973/74                      | 2. ČNHL – sk. C                | 3. úroveň | 1. místo  |                                                                | Baráž                      |
| 1974/75                      | 1. ČNHL                        | 2. úroveň | 12. místo |                                                                | Sestup                     |
| 1975/76                      | 2. ČNHL – sk. C                | 3. úroveň | 4. místo  |                                                                |                            |
| 1976/77                      | 2. ČNHL – sk. C                | 3. úroveň | 3. místo  |                                                                | Změna skupiny              |
| 1977/78                      | 2. ČNHL – sk. D                | 3. úroveň | 2. místo  |                                                                |                            |
| 1978/79                      | 2. ČNHL – sk. D                | 3. úroveň | 2. místo  |                                                                | Reorganizace               |
| 1979/80                      | 1. ČNHL – sk. B                | 2. úroveň | 11. místo |                                                                |                            |
| 1980/81                      | 1. ČNHL – sk. B                | 2. úroveň | 10. místo | Ne                                                             | Baráž                      |
| 1981/82                      | Severomoravský krajský přebor  | 3. úroveň | 2. místo  |                                                                |                            |
| 1982/83                      | Severomoravský krajský přebor  | 3. úroveň | 2. místo  |                                                                | Reorganizace               |
| 1983/84                      | Severomoravský krajský přebor  | 4. úroveň | 1. místo  |                                                                | Postup                     |
| 1984/85                      | 2. ČNHL – sk. C                | 3. úroveň | 1. místo  | Finálová skupina (2. místo)                                    |                            |
| 1985/86                      | 2. ČNHL – sk. C                | 3. úroveň | 4. místo  |                                                                |                            |
| 1986/87                      | 2. ČNHL – sk. C                | 3. úroveň | 7. místo  |                                                                |                            |
| 1987/88                      | 2. ČNHL – sk. C                | 3. úroveň | 6. místo  |                                                                |                            |
| 1988/89                      | 2. ČNHL – sk. C                | 3. úroveň | 6. místo  |                                                                |                            |
| 1989/90                      | 2. ČNHL – sk. C                | 3. úroveň | 7. místo  |                                                                |                            |
| 1990/91                      | 2. ČNHL – sk. C                | 3. úroveň | 9. místo  |                                                                | Změna skupiny              |
| 1991/92                      | 2. ČNHL – sk. D                | 3. úroveň | 8. místo  |                                                                | Sestup                     |
| 1992/93                      | Severomoravský krajský přebor  | 4. úroveň | 4. místo  |                                                                |                            |
| Česko (1993 – )              |                                |           |           |                                                                |                            |
| Sezóny                       | Soutěž                         | Úroveň    | ZČ        | Play-off, nadstavba, sk. o udržení...                          | Poznámky                   |
| 1993/94                      | Severomoravský krajský přebor  | 4. úroveň | 4. místo  | Ne                                                             |                            |
| 1994/95                      | Severomoravský krajský přebor  | 4. úroveň | 2. místo  | Ne                                                             |                            |
| 1995/96                      | Severomoravský krajský přebor  | 4. úroveň | 2. místo  | Ne                                                             |                            |
| 1996/97                      | Severomoravský krajský přebor  | 4. úroveň | 1. místo  | Baráž o 2. ligu (prohra)                                       | Koupě licence od Nedvědice |
| 1997/98                      | 2. liga – sk. Východ           | 3. úroveň | 11. místo | Ne                                                             |                            |
| 1998/99                      | 2. liga – sk. Východ           | 3. úroveň | 14. místo | Ne                                                             |                            |
| 1999/00                      | 2. liga – sk. Východ           | 3. úroveň | 11. místo | Ne                                                             |                            |
| 2000/01                      | 2. liga – sk. Východ           | 3. úroveň | 9. místo  | Ne                                                             |                            |
| 2001/02                      | 2. liga – sk. Východ           | 3. úroveň | 12. místo | Ne                                                             | Baráž                      |
| 2002/03                      | Moravskoslezský krajský přebor | 4. úroveň | 2. místo  | Ne                                                             |                            |
| 2003/04                      | Moravskoslezský krajský přebor | 4. úroveň | 1. místo  |                                                                | Baráž                      |
| 2004/05                      | Moravskoslezský krajský přebor | 4. úroveň | 1. místo  |                                                                | Baráž                      |
| 2005/06                      | Moravskoslezský krajský přebor | 4. úroveň | 3. místo  | Ne                                                             |                            |
| 2006/07                      | Moravskoslezský krajský přebor | 4. úroveň | 6. místo  | Ne                                                             |                            |
| 2007/08                      | Moravskoslezský krajský přebor | 4. úroveň | 1. místo  |                                                                | Baráž                      |
| 2008/09                      | Moravskoslezský krajský přebor | 4. úroveň | 4. místo  | Ne                                                             | Změna názvu soutěže        |
| 2009/10                      | Moravskoslezská krajská liga   | 4. úroveň | 6. místo  | Ne                                                             |                            |
| 2010/11                      | Moravskoslezská krajská liga   | 4. úroveň | 2. místo  | Ne                                                             |                            |
| 2011/12                      | Moravskoslezská krajská liga   | 4. úroveň | 6. místo  | Čtvrtfinále                                                    |                            |
| 2012/13                      | Moravskoslezská krajská liga   | 4. úroveň | 2. místo  | Vítěz                                                          |                            |
| 2013/14                      | Moravskoslezská krajská liga   | 4. úroveň | 5. místo  | Čtvrtfinále                                                    |                            |
| 2014/15                      | Moravskoslezská krajská liga   | 4. úroveň | 1. místo  |                                                                | Baráž                      |
| 2015/16                      | 2. liga – sk. Východ           | 3. úroveň | 8. místo  | Čtvrtfinále (prohra 0:3 na zápasy s HC Frýdek-Místek)          |                            |
| 2016/17                      | 2. liga – sk. Východ           | 3. úroveň | 8. místo  | Čtvrtfinále (prohra 0:4 na zápasy s VHK ROBE Vsetín)           |                            |
| 2017/18                      | 2. liga – sk. Východ           | 3. úroveň | 6. místo  | Předkolo (prohra 2:3 na zápasy s Draci Šumperk)                |                            |
| 2018/19                      | 2. liga – sk. Východ           | 3. úroveň | 4. místo  | Předkolo (prohra 2:3 na zápasy s BK Havlíčkův Brod)            |                            |
| 2019/20                      | 2. liga – sk. Východ           | 3. úroveň | 6. místo  | play-off zrušeno kvůli pandemii covidu-19                      | Nedohráno                  |
| 2020/21                      | 2. liga – sk. Východ           | 3. úroveň | neurčeno  | sezóna zrušena kvůli pandemii covidu-19                        | Zrušeno                    |
| 2021/22                      | 2. liga – sk. Východ           | 3. úroveň | 3. místo  | Semifinále (prohra 1:4 na zápasy s HK Nový Jičín)              |                            |
| 2022/23                      | 2. liga – sk. Východ           | 3. úroveň | 3. místo  | Osmifinále (prohra 1:3 na zápasy s HC Bobři Valašské Meziříčí) |                            |
| 2023/24                      | 2. liga – sk. Východ           | 3. úroveň | 7. místo  | Osmifinále (prohra 0:3 na zápasy s Hokej Vyškov)               |                            |
| 2024/25                      | 2. liga – sk. Východ           | 3. úroveň | 12. místo | Ne                                                             |                            |

## Galerie

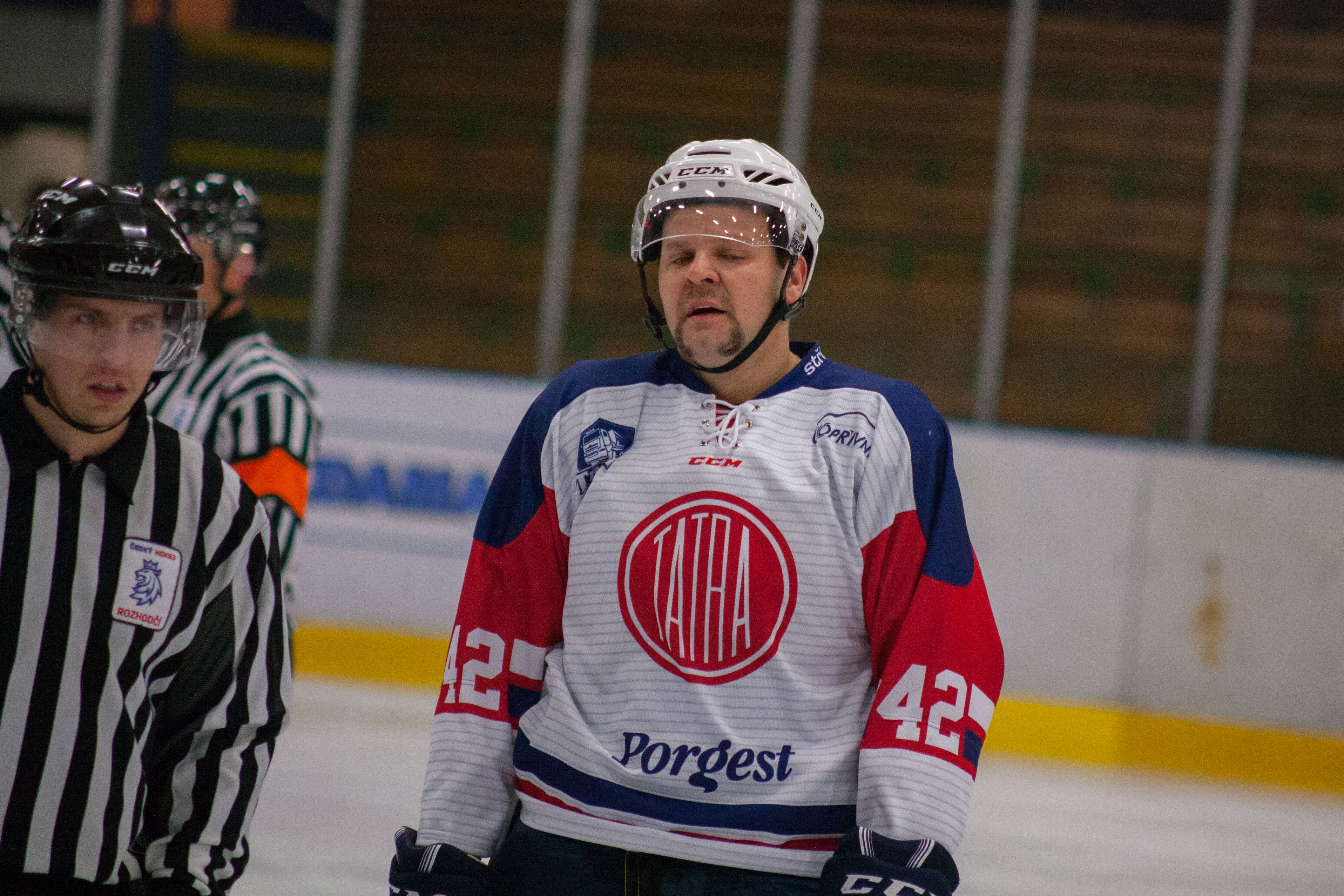
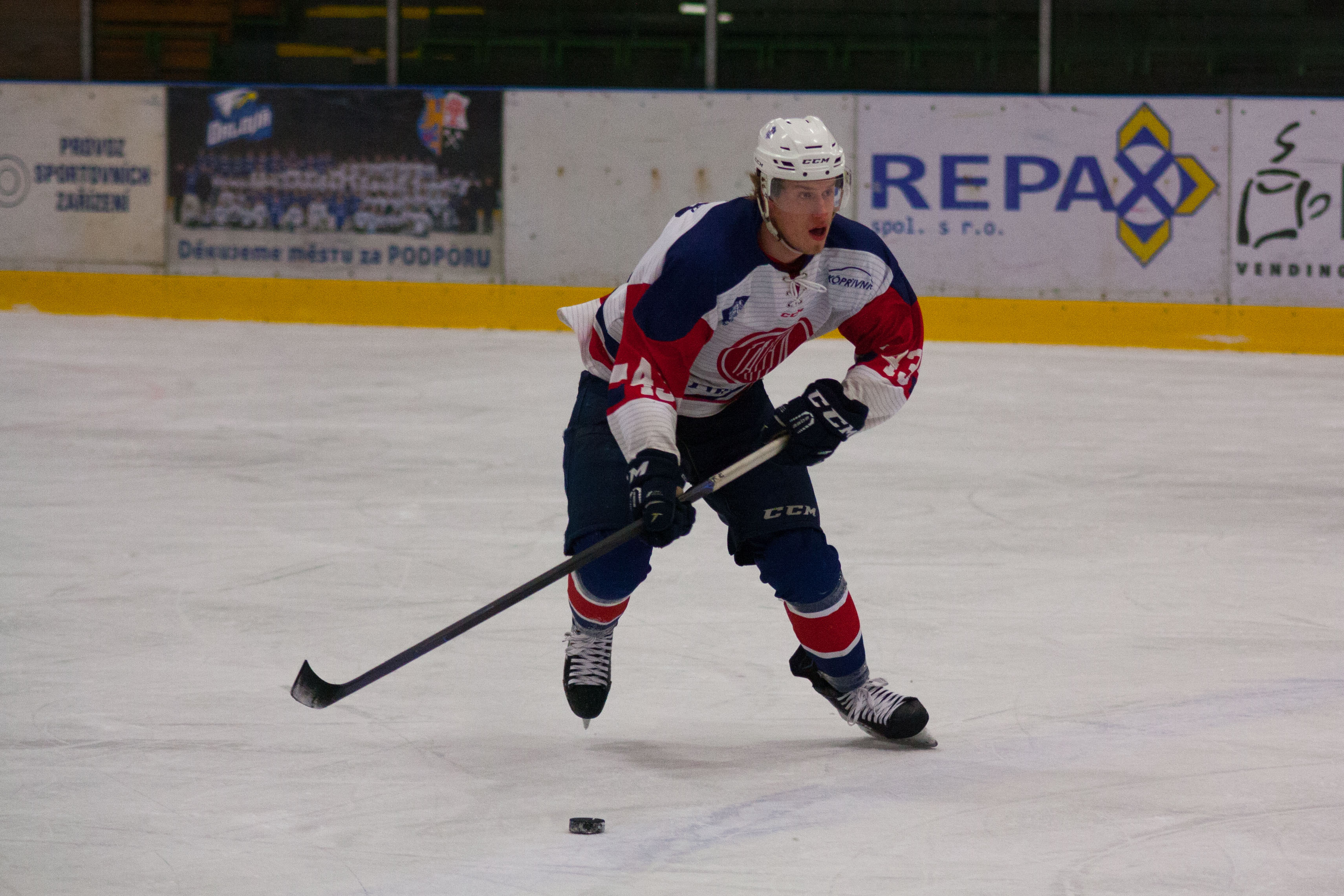
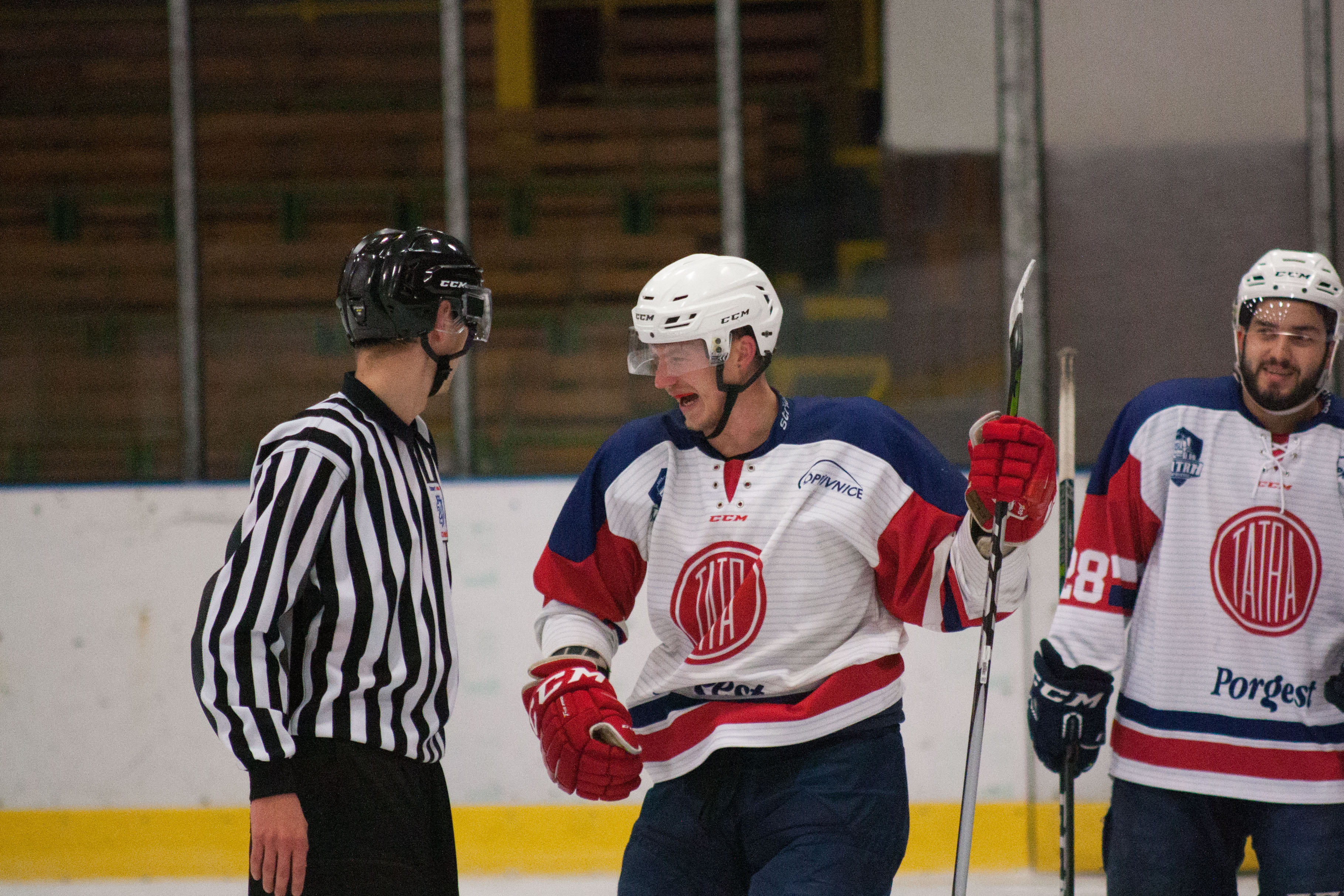
Hráči HC Tatra Kopřivnice při venkovním druholigovém zápase proti HC Orlová